# 巴尔赫
巴尔赫（波斯語：بلخ） ，又称八剌黑、薄提、缚喝、薄知、薄渴罗、巴尔黑、白勒黑、巴里黑、藍氏城、藍市城、 班城等，是阿富汗巴尔赫省内一个小镇，在首府马扎里沙里夫西北20公里处。巴尔赫古城乃是阿富汗最古老的一遗址，临巴尔赫河的河口，海拔约365米。
古时巴尔赫城曾是波斯东部呼罗珊省（جراسان）内的一个城市，是祆教的中心，传说祆教的创立者琐罗亚斯德死于巴尔赫城。這裹也是阿富汗佛教中心。 《回回館譯語》中称白勒黑。

## 歷史
- 公元前2300年至公元前1700年，此地和莫夫為巴克特里亞·馬爾吉亞納文明體（青銅時代）的中心，其語言似是原始印度-伊朗語的一種語支。祆教稱此地為 Bāxδi  (Bâkhdhi) ，並認為阿胡拉·馬茲達創造Bâkhdhi作為十六個神聖之地之一。
- 古代巴尔赫乃是大夏国首都薄知（Bactra）。在中文古典书籍中又作“薄提”、“缚喝”。
- 《魏书·西域传》：“薄知国，都薄知城，在伽色尼南……多五果”。“吐火罗国……国中有薄提城，周匝六十里，城南有西流大水，名汉楼河，土宜五谷，有好马、驼、骡。其王曾遣使朝贡”
- 北魏宣武帝永平二年（509年），薄提国隶属于嚈噠，二国合贡白象一只。
- 7世纪中，阿拉伯人侵略波斯，波斯国王亚兹得格尔德三世（Yazdgerd III）曾逃往巴尔赫避难。
- 唐玄奘《大唐西域記》作“缚喝国”：“缚喝国。东西八百余里。南北四百余里。北临缚刍河。国大都城周二十余里。人皆谓之小王舍城也。其城虽固居人甚少。土地所产物类尤多。水陆诸花难以备举。伽蓝百有余所。僧徒三千余人。并皆习学說一切有部法教。[4]"
- 义净 《大唐西域求法高僧传》作“薄渴罗”。唐高僧玄照曾路过薄渴罗，到纳婆毗诃罗国（Navavihara）
- 1221年成吉思汗侵占“巴里黑”（即巴尔赫），并屠杀掉了城市中的百万人口。
- 14世纪後期，巴尔赫又一次遭帖木儿的屠城浩劫。
- 明朝永乐十一年（1413年）吏部验封司员外郎陈诚等出使西域，曾到过八剌黑（巴尔赫），“城周围十余里，居平川无险要……田地宽广，食物丰饶”。当时帖木儿帝国国王沙哈鲁派遣一子为八剌黑城总督，在他的管理下，八剌黑城相当繁荣，西南各国商人聚居此城中，运来的番货很多。

## 延伸阅读
[在维基数据编辑]
 《欽定古今圖書集成·方輿彙編·邊裔典·薄知部》，出自陈梦雷《古今圖書集成》
 《欽定古今圖書集成·方輿彙編·邊裔典·縛喝部》，出自陈梦雷《古今圖書集成》
 《古今圖書集成》
- （唐）义净 《大唐西域求法高僧传·玄照传》
- （明）陈诚著《西域番国志·八剌黑》 周连宽校注 2000 中华书局 ISBN 7-101-02058-5/K